# Ludvík Fassati
Ludvík Fassati (22. července 1858, Praha – 13. června 1933, Praha) byl český pedagog. Byl ředitelem škol pražských a Vlašského sirotčince, místopředseda Spolku her československé mládeže, předseda Italského spolku v Praze, čestný člen Musea království českého. Byl nositelem titulu „Zasloužilý pedagog“ a italského titulu „Cavaliere“, jejž mu udělil král Viktor Emanuel III.

## Životopis
Narodil se v rodině Vincence Fassatiho (24. 9. 1826, Jičín – 30. 12. 1891, Praha), ředitele advokátní kanceláře, soukromníka, později stavebního úředníka (Baubeamte) a Anežce Fassatiové, rozené Hartlové z Radimi (29. 4. 1824, Oubislavice – 9. 4. 1893, Praha). Jeho sourozenci byli PhMr. Vincenc (Čeněk) Fassati (26. 12. 1862, Praha – 19. 9. 1945, Zbraslav), lékárník, Marie Fassatiová (1864, Praha – 3. 12. 1902 tamtéž) a Antonín Fassati (26. 4. 1861, Praha – 25. 2. 1939 Praha), finanční úředník.

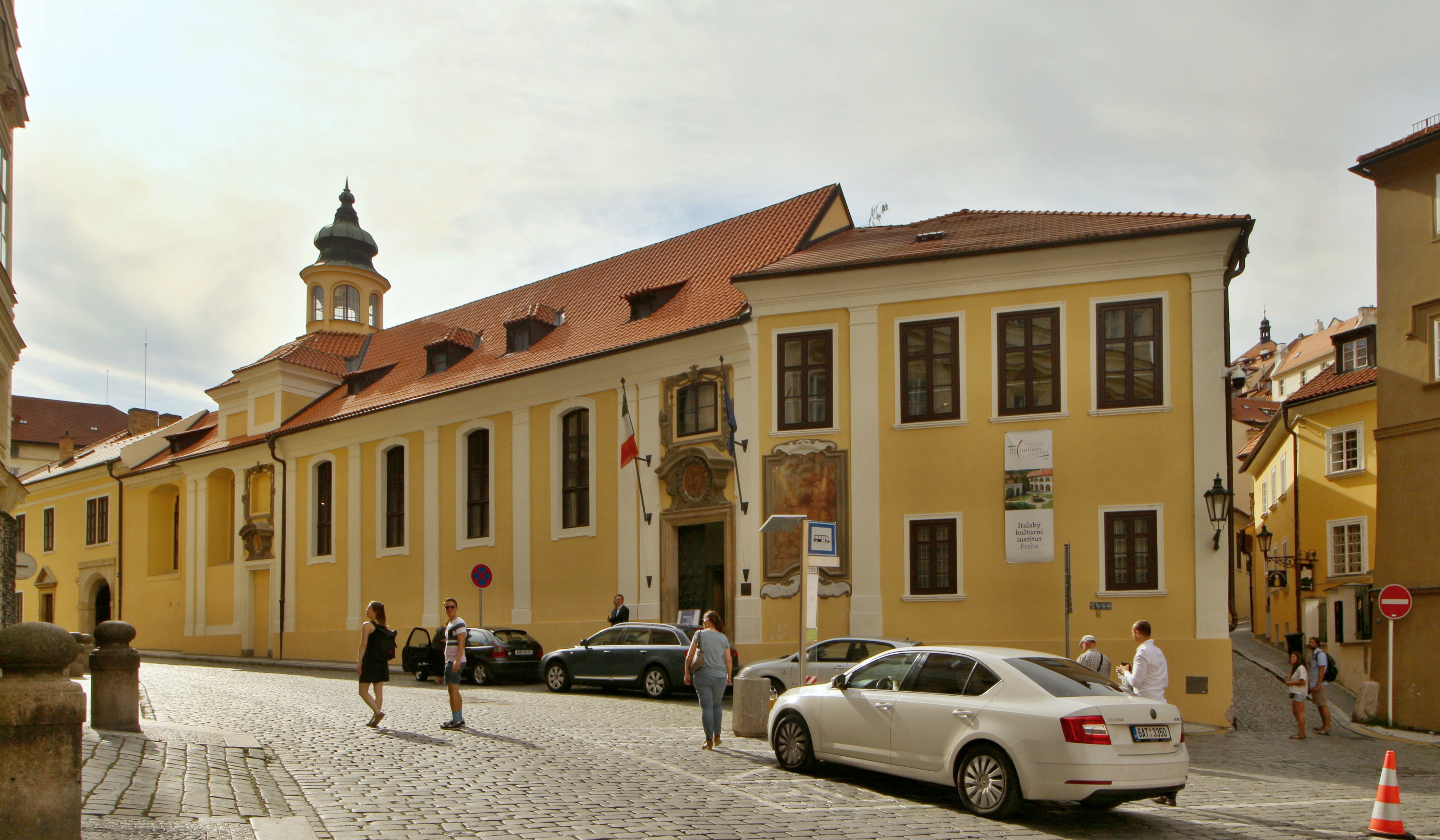
Vlašský špitál, dnes sídlo Italského kulturního institutu v Praze na Malé Straně

Po učitelských studiích začal svou praxi v Lázních Bělohrad. Jeho pedagogická praxe pokračovala ve Votvovicích a následně v Praze, kde byl ředitelem několika škol. V závěru svého působení byl jmenován správcem a ředitelem malostranského italského špitálu ve Vlašské ulici, který sloužil mimo jiné také jako sirotčinec.

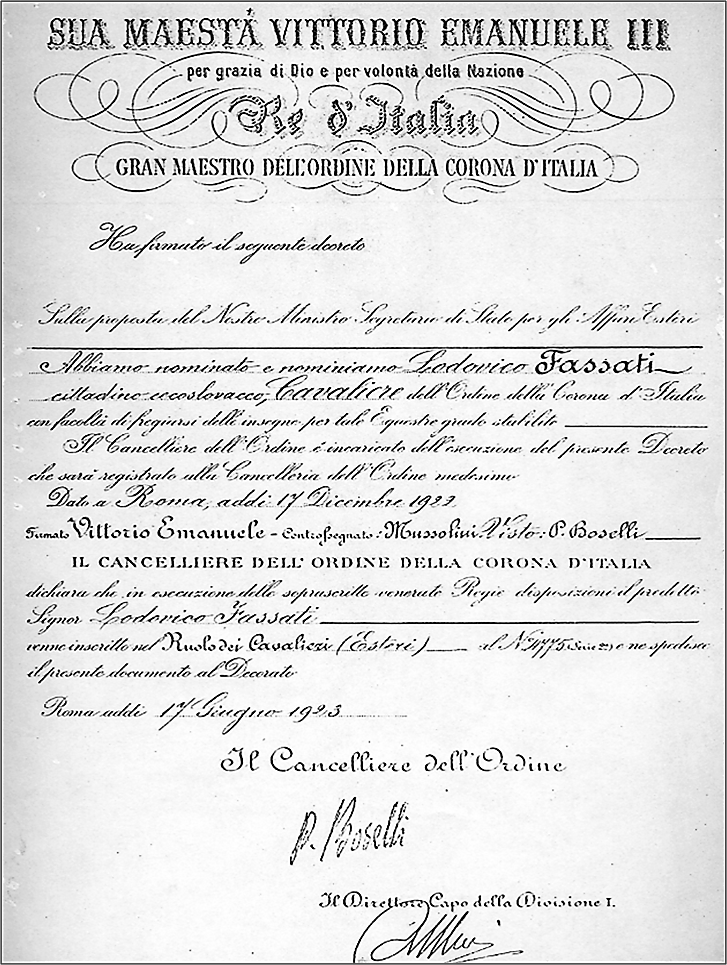
Jmenovací listina od italského krále

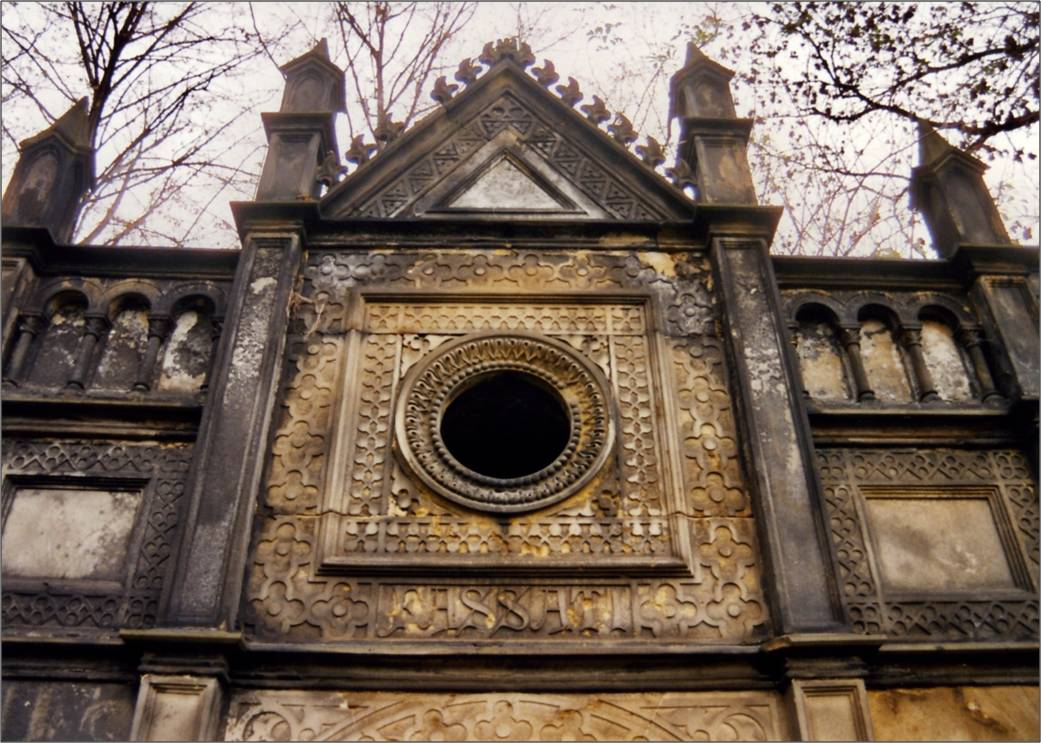
Rodinná hrobka Fassati na pražských Olšanech

Ludvík Fassati zemřel v Praze 13. června 1933. Je pochován v rodinné hrobce, která patří mezi pamětihodnosti pražských Olšanských hřbitovů.

### Rodinný život
Dne 8. února 1885 se v Karlíně oženil s Ludmilou Hrnčířovou (14. 9. 1864 Lázně Bělohrad – 3. 8. 1948 Praha). Měli spolu tři děti – Miloslava Fassatiho, Marii Fassatiovou (lékařka, nar. 12. 11. 1893 ve Votvovicích, okres Slaný, zemřela 25. 1. 1969 v Praze) a Jaromíra Fassatiho (ředitel účtárny hlavního města Prahy, magistrátní rada, narozen 7. 6. 1891 ve Votvovicích, zemřel 8. 12. 1980 v Praze).